# Nick Mitchell
Nicholas Edward Mitchell (nascido a 1 de fevereiro de 1973 em Magnolia, Texas), é um lutador profissional que já trabalhou para a WWE, no programa RAW. Ele ficou conhecido simplesmente por Mitch e é foi dos cinco membros dos Spirit Squad. Já foi um dos campeões mundiais de Tag Team.